# 日立市立久慈中学校
日立市立久慈中学校（ひたちしりつくじちゅうがっこう）は、茨城県日立市久慈町6-20-2にあった日立市立中学校。

## 概要
2000年より、稚内市立稚内南中学校の南中ソーランを学んで、久慈中ソーランを創り上げようと取り組んでいる。2001年からは総合的な学習の時間の一部に位置づけている。
2006年には、かつて中学で行っていた「黒潮太鼓」を地元の専門家などの協力で復活させた。
2010年に日立情報制御ソリューションズと共に、アサガオ30株、長れいしゴーヤ15株を植栽し、グリーンカーテンを育てた。
2011年3月11日に起きた東日本大震災で体育館が避難所となり、生徒は災害ボランティアとして活動した。

## 沿革

### 年表
- 1947年5月3日 - 久慈中学校が設立される[7]。
- 1955年 - 久慈町と日立市が合併し、新日立市が誕生[8]。
- 2005年度 - 久慈中学校屋内運動場改築事業[9]。
- 2006年3月6日 - 屋内運動場が完成[10][11]。
- 2018年度 - 文部科学省 国立教育政策研究所「実践教育協力校（外国語）」に指定[12]。

## 部活動
（出典：）

### 運動部
- 野球部
- サッカー部
- ソフトテニス部
- 男子バスケットボール部
- 女子バスケットボール部
- バレーボール部
- 男子卓球部
- 女子卓球部
- 剣道部
- 柔道部

### 文化部
- 吹奏楽部

## 通学区域
（出典：）
- 日立市石名坂町1丁目1番（5・30号以降）
- 日立市大みか町
  - 6丁目16番から20番
  - 7丁目（2番・3番除く）
- 日立市久慈町
  - 1丁目
  - 2丁目
  - 3丁目
  - 4丁目
  - 5丁目1番から3番、6番1番から10号、7番1号から7号・20号から27号、8番から26番、28番から45番、49番から51番
  - 6丁目1番から28番・29番（4号から8号除く）・30番から35番・38番から44番　　　
  - 7丁目1番（1号・6号から8号除く）、2から5番（4から6号除く）、6から26番
- 日立市下土木内町
- 日立市留町
- 日立市みなと町
- 日立市南高野町
  - 2丁目9番（3号から8号除く）
  - 3丁目4番（13号除く）

## 進学前小学校
- 日立市立久慈小学校
- 日立市立坂本小学校
- 日立市立東小沢小学校

## 学区内の主な施設
- 久慈浜郵便局
- 久慈交流センター
- 久慈サンピア日立
- 日立市立南部図書館
- 茨城県立日立商業高等学校
- 日立オリジンパーク
- 日立製作所 日立研究所
- 茨城港 日立港区

## 交通
- JR常磐線 大甕駅から徒歩約30分[17]